# Gare de Puget-sur-Argens
Ne doit pas être confondu avec gare de Puget-Ville.
La gare de Puget-sur-Argens était une gare ferroviaire française de la Ligne de Marseille-Saint-Charles à Vintimille (frontière), située sur le territoire de la commune de Puget-sur-Argens, dans le département du Var en région Provence-Alpes-Côte d'Azur.
La gare mise en service en 1863 par la Compagnie des chemins de fer de Paris à Lyon et à la Méditerranée (PLM) est aujourd'hui fermée.

## Situation ferroviaire
Établie à 12 mètres d'altitude, la gare fermée de Puget-sur-Argens est située au point kilométrique (PK) 153,087 de la ligne de Marseille-Saint-Charles à Vintimille (frontière), entre les gares en service des Arcs - Draguignan et de Fréjus. En direction de la première s'intercalent les gares fermées de Roquebrune-sur-Argens et du Muy.

## Histoire
Sa réouverture a été étudiée dans les divers scénarios de constructions d'une Ligne nouvelle Provence Côte d'Azur.
Avec la gare de Roquebrune-sur-Argens, la réouverture de cette gare est souhaitée par plan de déplacement urbain de la CAVEM. Si cette gare n'est qu'à peine évoquée dans le cadre de la ligne nouvelle, à l'échelon local elle se veut une des gares relai sur le territoire. Mais aucune remise en service n'est espérée avant 2030.
Il était relaté lors d'une réunion de travail portant sur la LNPCA que la région soutenait la réouverture de cette gare ainsi que celle de Roquebrune. En juillet 2024, on évoquait alors un horizon 2035.

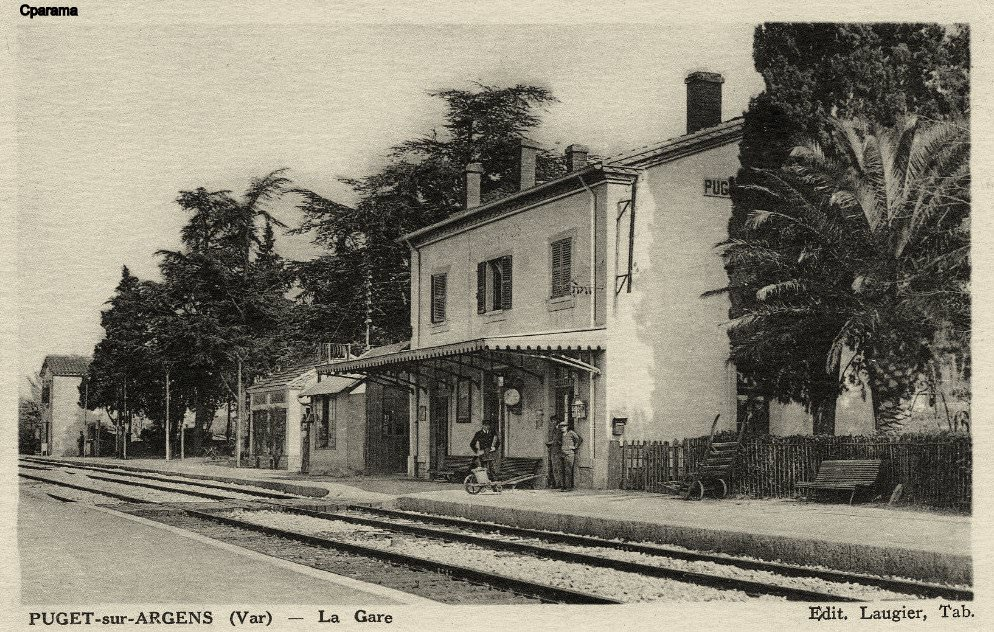
Vue sur la gare en direction de Marseille.
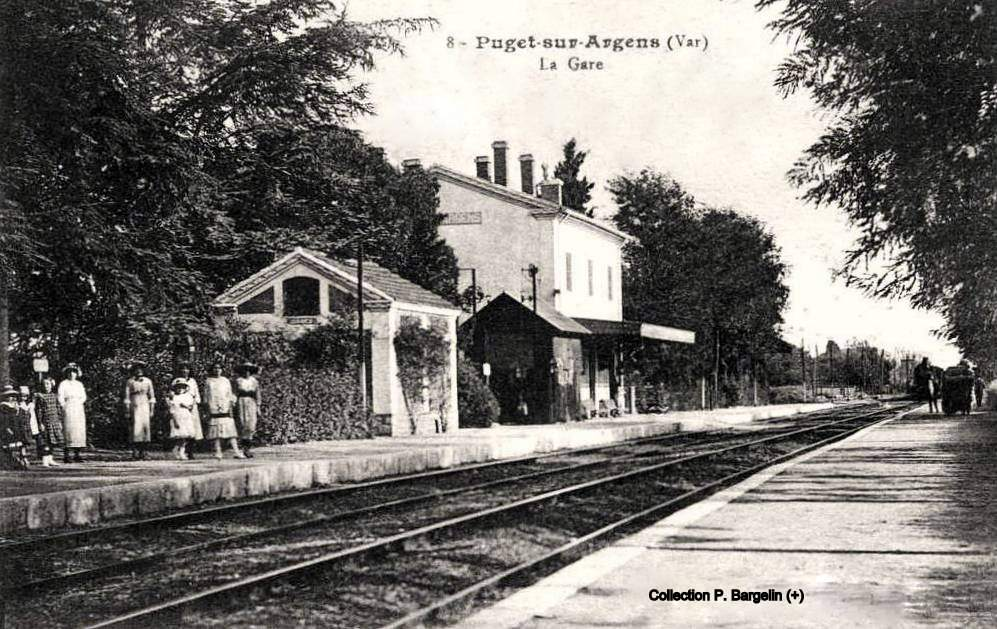
Vue sur la gare direction Nice.
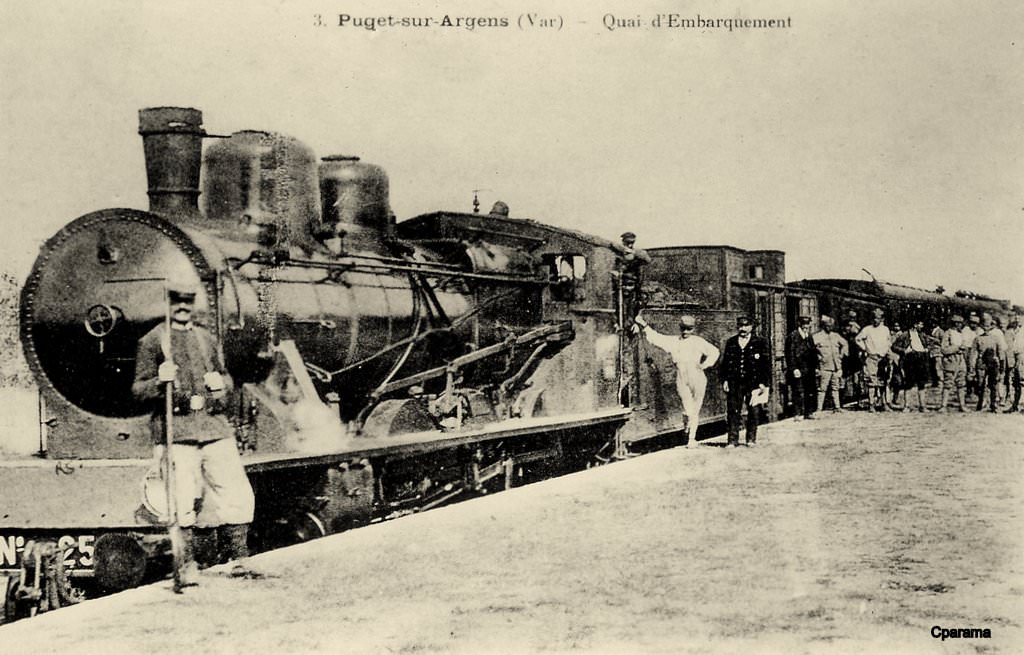
Locomotive à quai.